# Lochmorhynchus albicans
Lochmorhynchus albicans là một loài ruồi trong họ Asilidae. Lochmorhynchus albicans được Carrera & Andretta miêu tả năm 1953. Loài này phân bố ở vùng Tân nhiệt đới.